# Titanosuchidae
De Titanosuchidae zijn een familie van uitgestorven Dinocephalia.
De titanosuchiden waren vleesetende tot omnivore (plantenetende?) Tapinocephalia. Net als bij andere tapinocephaliden, hadden ze dikke schedels, waarschijnlijk voor kopstootgevechten. Ze hadden grote hoektanden en hun voortanden waren erg sterk.
Ze zijn verwant aan andere Dinocephalia, zoals de Tapinocephalidae, een groep die Moschops omvat. De meest bekende, en meestal de enige erkende, titanosuchiden zijn Jonkeria en Titanosuchus.